# Addis Fortune
Addis Fortune (également appelé Fortune) est un journal indépendant et privé éthiopien basé à Addis-Abeba. Il affirme être l’hebdomadaire en langue anglaise le plus lu du pays. Toutefois, Capital, son principal concurrent, revendique également la première place. Addis Fortune est connu pour ses investigations et ses prises de position en faveur de l’économie de marché. Le site du journal rapporte souvent des cas de corruption ou d’autres problèmes d’ordre économique. Il fut le premier à révéler le scandale de l’achat de faux or par la Banque nationale, ce qui a provoqué l’arrestation de nombreux officiels.
En 2005, lorsqu'une vague de répression a touché l’ensemble des journaux indépendants à la suite des élections, la plupart des journalistes d’Addis Fortune furent épargnés. Le journal est néanmoins attaqué par Mohammed Al Amoudi, à la suite de la publication d’une lettre le critiquant.